# Großmehring
Großmehring – miejscowość i gmina w Niemczech, w kraju związkowym Bawaria, w rejencji Górna Bawaria, w regionie Ingolstadt, w powiecie Eichstätt. Leży około 30 km na południowy wschód od Eichstätt, koło Ingolstadtu, nad Dunajem, przy drodze B16.

## Zabytki
- Kościół parafialny pw. św. Jana (St. Johannes) z XIII wieku

## Dzielnice
W skład gminy wchodzą następujące dzielnice: Straßhausen, Theißing, Demling, Katharinenberg, Tholbath, Pettling und Kleinmehring.

## Demografia
Dane o ludności z 31 grudnia 2008:
| Opis                                | Ogółem | Ogółem | Kobiety | Kobiety | Mężczyźni | Mężczyźni |
| ----------------------------------- | ------ | ------ | ------- | ------- | --------- | --------- |
| Jednostka                           | osób   | %      | osób    | %       | osób      | %         |
| Populacja                           | 6441   | 100    | 3188    | 49,5    | 3253      | 50,5      |
| Wiek przedprodukcyjny (0–17 lat)    | 1283   | 19,92  | 610     | 9,47    | 673       | 10,45     |
| Wiek produkcyjny (18–65 lat)        | 4126   | 64,06  | 2005    | 31,13   | 2121      | 32,93     |
| Wiek poprodukcyjny (powyżej 65 lat) | 1032   | 16,02  | 573     | 8,9     | 459       | 7,13      |

## Polityka
Wójtem gminy jest Ludwig Diepold z UW, w latach 1990-2008 urząd ten pełnił bezpartyjny Horst Volkmer, rada gminy składa się z 20 osób.
|      | CSU | SPD | UW | FW | AJ | ABG | Razem |
| 2008 | 8   | 2   | 7  | 2  | -  | 1   | 20    |
| 2002 | 7   | 3   | 8  | 1  | 1  | -   | 20    |